# Ludovic Spiess
Ludovic Spiess, né le 23 août 1938 à Cluj et mort le 29 janvier 2006 à Drăgănești-Vlașca, est un ténor et homme politique roumain.